# Janplezier

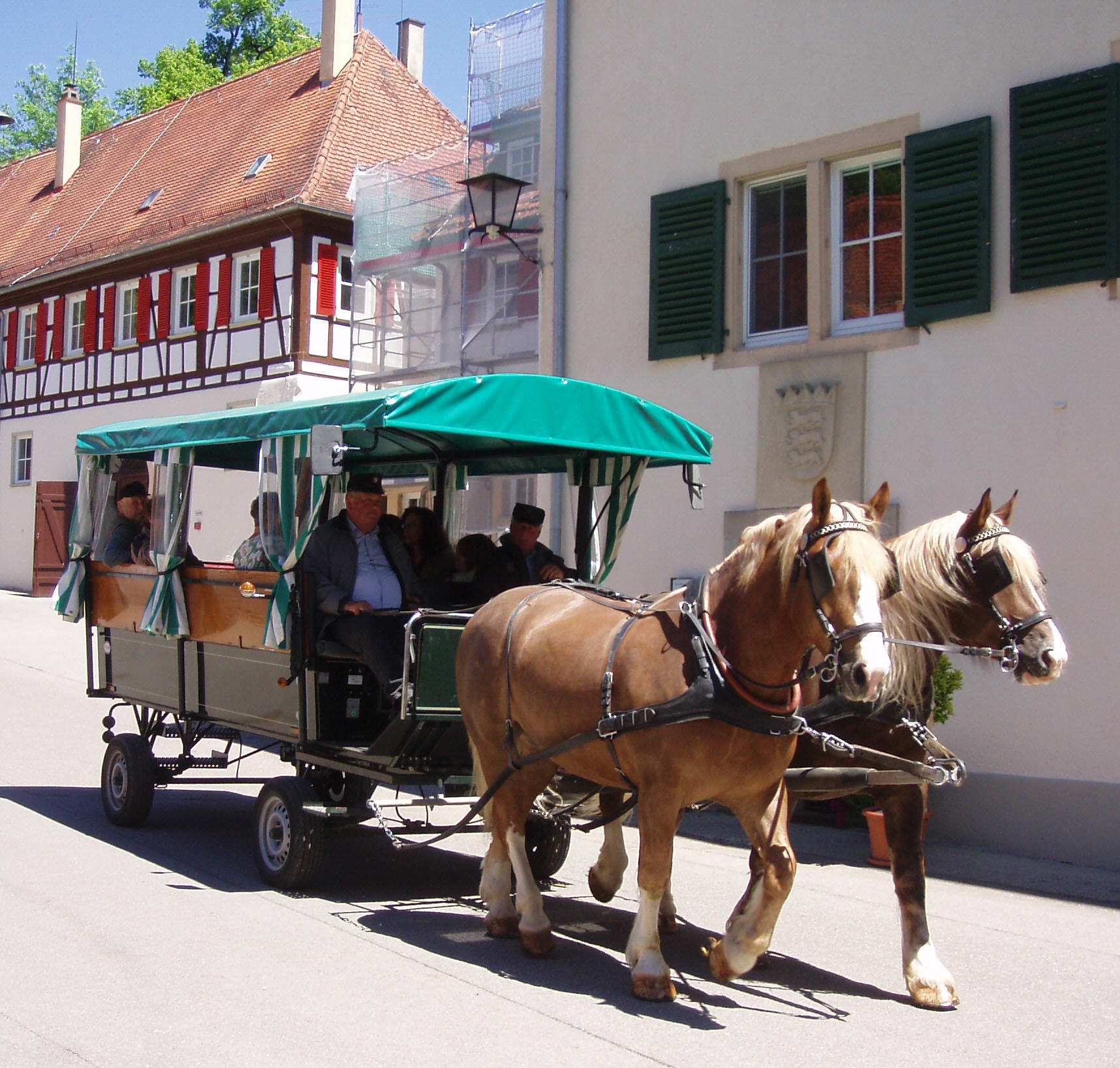
Een Duitse janplezier; een Kremser

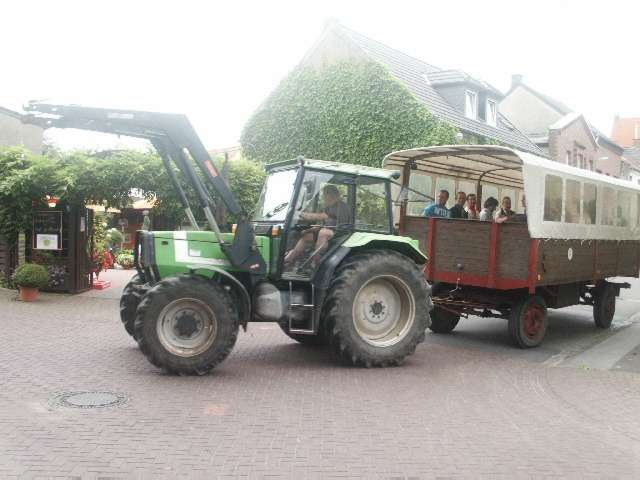
Tractor met janplezier, Xanten

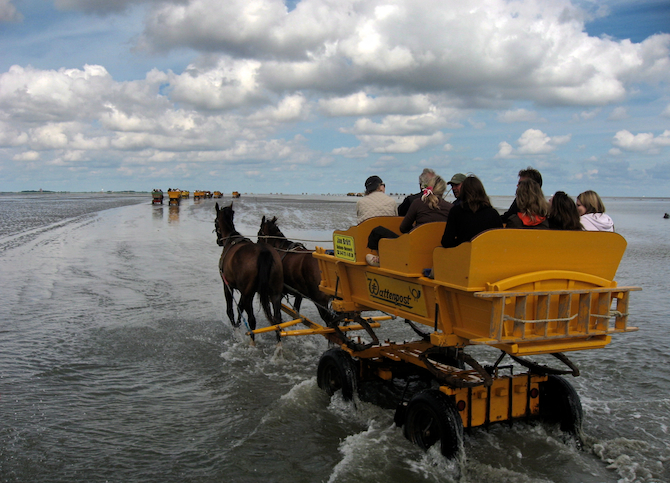
Wattwagen, Cuxhaven

Een janplezier is een open of overdekt rijtuig dat in de negentiende eeuw populair was. Het dient hoofdzakelijk voor toeristische uitstapjes. Doorgaans wordt de janplezier voortgetrokken door twee paarden. In een grote janplezier, voortgetrokken met een vierspan, kunnen zestien passagiers mee.
In de jaren 1830 werd in Frankrijk een open wagen gebouwd, de char-à-bancs. Deze werd vooral ingezet als huurrijtuig voor zomerse uitstapjes naar buiten de stad. Het type werd in Engeland geïntroduceerd doordat koning Louis-Philippe er een meenam voor koningin Victoria.
Tussen 1830 en 1930 werden vele variaties op de char-à-bancs gebouwd, zoals de wagonette en de janplezier. Bij de meeste zaten de passagiers op twee lange houten banken die in de lengterichting waren geplaatst. De ingang was dan aan de achterkant. Maar er waren ook types met drie dwarse banken en een personeelsbankje achterin. De instap was dan opzij. Soms kon de wagen worden voorzien van een los winterdak.
De char-à-bancs werd in het begin van de 20e eeuw gemotoriseerd.
De janplezier kan worden beschouwd als een voorloper van de touringcar. Hij wordt hier en daar nog steeds gebruikt voor gezellige ritten en wordt dan gezien als een overdekte wagen met muziek, voortgetrokken door een tractor.

## Afbeeldingen

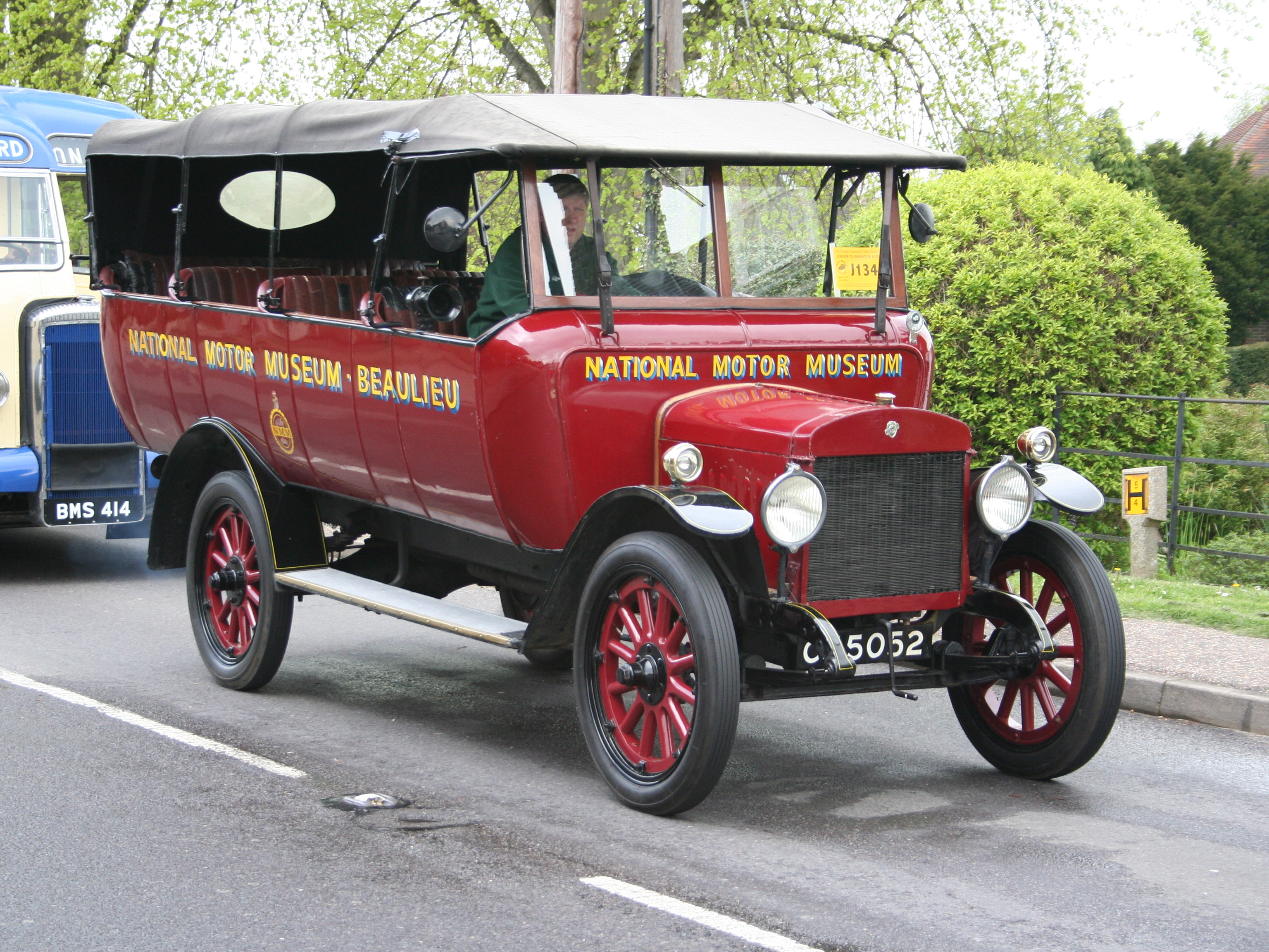
Gemotoriseerde char-à-bancs
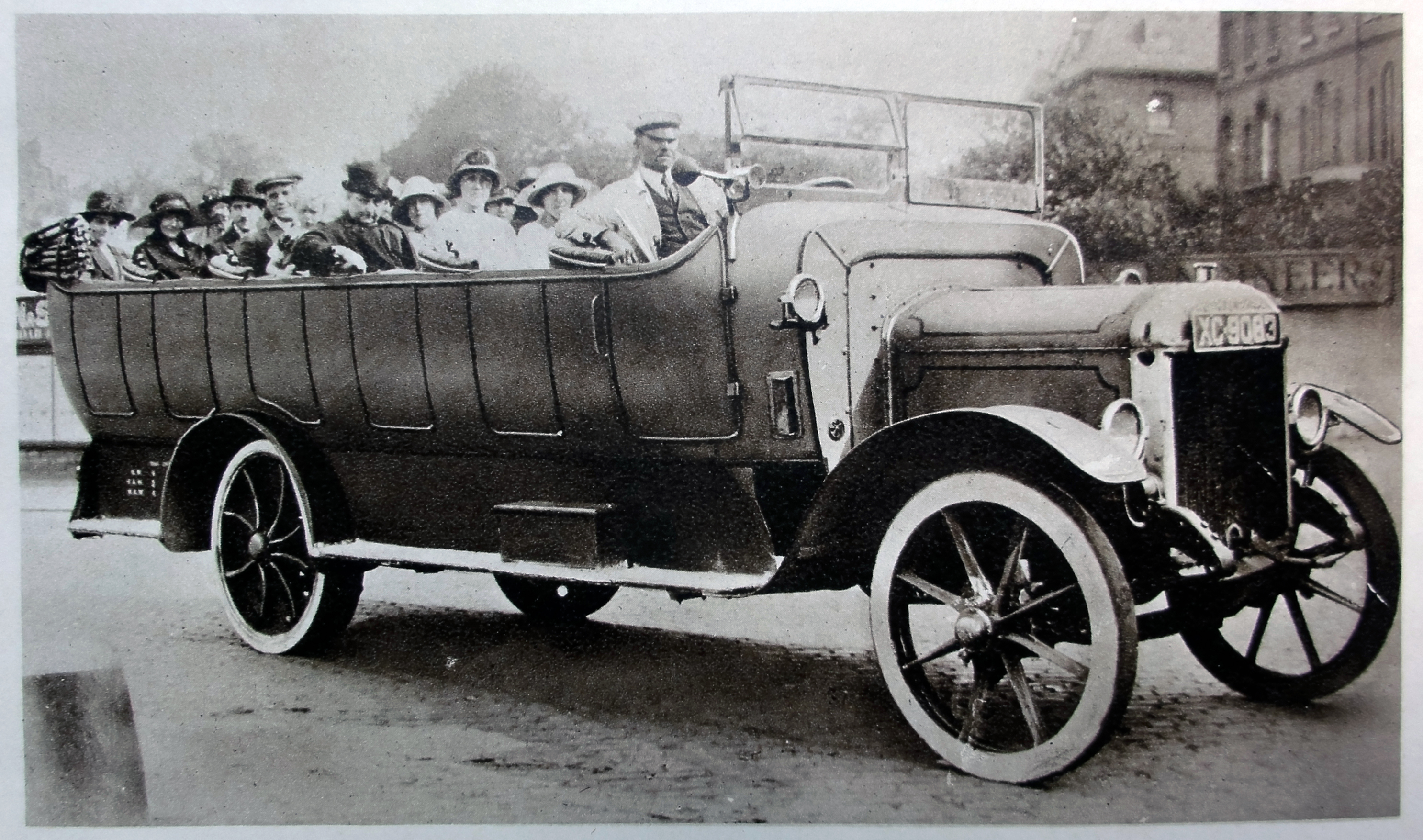
Gemotoriseerde char-à-bancs, ca. 1920
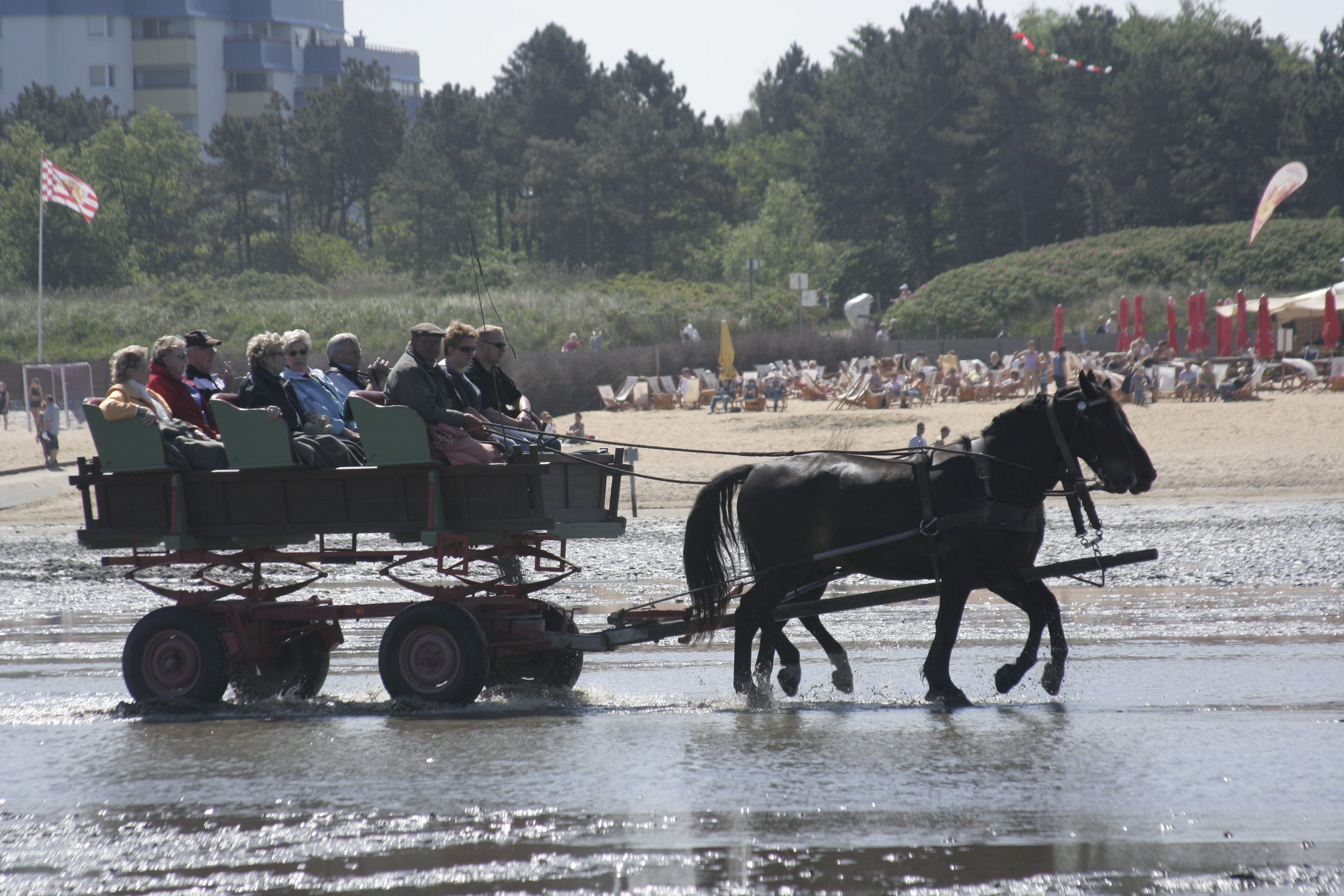
Wattwagen, Cuxhaven